# Свистунов, Андрей Алексеевич
Андре́й Алексе́вич Свистуно́в (род. 29 ноября 1965 года) — российский учёный-медик, фармаколог, специалист в области фармации, первый проректор 1-го МГМУ имени И. М. Сеченова, член-корреспондент РАН (2016).

## Биография
Родился 29 ноября 1965 года.
В 1991 году — окончил Саратовский государственный медицинский университет имени В. И. Разумовского.
В 1993 году — защитил кандидатскую диссертацию.
В 2001 году — защитил докторскую диссертацию, тема: «Межклеточная регуляция в системе гемостаза у больных ИБС».
В 2010 году — был назначен на должность проректора по учебной работе Первого Московского государственного медицинского университета имени И. М. Сеченова.
В 2011 году — назначен заведующим кафедрой фармакологии, а в 2014 году — директором НИИ Фармации.
В 2014 году стал первым проректором — проректором по инновационной политике и международной деятельности Первого Московского государственного медицинского университета имени И. М. Сеченова.
В январе 2016 года — присвоено звание профессора РАН.
В октябре 2016 года — избран членом-корреспондентом РАН.

## Научная деятельность
Специалист в области фармации.
Автор более 130 публикаций.

## Научно-организационная деятельность
- член редакционных коллегий журналов «Фармакоэкономика. Современная фармакоэкономика и фармакоэпидемиология», «Фарматека», «Сеченовский вестник», «Медицинское образование и вузовская наука»;
- председатель правления Российского общества симуляционного обучения в медицине (РОСОМЕД);
- председатель координационного совета компании «Общероссийская общественная организация „Медицинская Лига России“»;
- заместитель председателя Учебно-методического объединения по медицинскому и фармацевтическому образованию вузов России.
- заместитель главного редактора журнала «Медицинское образование и вузовская наука».

## Награды
- Медаль ордена «За заслуги перед Отечеством» II степени (2008)[2]